# Полет 028 на „LAC Кълъмбия“
Полет 028 на „LAC Кълъмбия“ е редовен международен товарен полет от международното летище „Силвио Петироси“, Луке, Парагвай, до международното летище „Кампинас“, Кампинас, Бразилия, управляван от „LAC Кълъмбия“. На 4 февруари 1996 г. самолетът „Дъглас DC-8-55CF“, който изпълнява полета, губи контрол и попада в срив, след което се разбива в квартал в областта Мариано Роке Алонсо, на около десет километра северно от столицата на Парагвай Асунсио, близо до международното летище „Силвио Петироси“, Луке. В катастрофата загиват общо 22 души: всички 4 членове на екипажа на борда и 18 души на земята, предимно деца, които играят на футболно игрище.
Разследването е проведено от авиационните власти на Колумбия, Парагвай и Съединените американски щати. След като разследващите анализират записите на двете бордни устройства, които записват разговорите на екипажа и движенията на самолета в последните минути от полета, те стигат до заключението, че инцидентът се дължи на пилотска грешка. Основната грешка възниква, когато пилотът неправилно предава контрола над самолета на втория пилот (забранена процедура). Както пилотите, така и бордният инженер показват прекомерна увереност относно условията на околната среда в този момент.